# Рудакевич Мар'яна Романівна
Мар'яна Романівна Рудакевич (24 серпня 1986, с. Почапинці, Україна — 27 травня 2003, Тернопіль, Україна) — українська поетеса, член Національної спілки письменників (з 14 вересня 2004, посмертно).

## Життєпис
Мар'яна Рудакевич народилася 24 серпня 1986 року в селі Почапинцях неподалік Тернополя.
У 1992 році пішла в перший клас Почапинської загальноосвітньої школи І-ІІІ ступенів, яку не встигла закінчити. Паралельно навчалася в хоровій школі «Зоринка» і танцювальному ансамблі «Червона калина». З 1996 навчалася в Тернопільській музичній школі № 1 по класу бандури, яку закінчила в 2001 році на «відмінно».
Після закінчення школи планувала вступати на журналістику, та, врешті, вибрала англійську філологію.

### Загибель
Загинула за нез'ясованих обставин 27 травня 2003 року.
25 травня до Мар'яни Рудакевич хтось зателефонував, і вона вибігла з дому. Ввечері, коли дівчина не повернулась додому, батьки забили на сполох. Після трьох днів пошуків дівчину знайшли 28 травня за метр від берега, поблизу острова Закоханих у напівсидячому положенні зі зв'язаними руками, утопленою в Тернопільському ставі. На руці кульковою ручкою написано: «Мар'яна Рудакевич, Почапинці».
Лише 2 вересня 2003 року після депутатського запиту 329 депутатів Верховної Ради до Генеральної прокуратури України, прокуратурою Тернопільської області було відкрито кримінальну справу № 168830 за статтею 115 ч. 1. Карного Кодексу України «умисне вбивство», яка досі не закрита.

## Творчість
Восени 2001 року почала друкувати свої вірші, працювала позаштатним кореспондентом в районній газеті «Подільське слово», обласній — «Вільне життя», газеті Тернопільсько-Зборівської митрополії УГКЦ «Божий сіяч», співпрацювала з радіоредакціями Тернополя. У 2002 році стала членом літературного об'єднання при Тернопільській обласній організації Національної спілки письменників України. 
Три вірші з «Сонячної симфонії» поклав на музику тернопільський композитор, Заслужений артист України Микола Болотний.
Видана книга:
- Рудакевич, М. Сонячна симфонія: поезія та проза Мар'яна Рудакевич. — Тернопіль: Навчальна книга — Богдан, 2004. — 240 с. (друге видання — 2009).

## Нагороди
- Лауреат премії імені С. Будного (2004, посмертно).

## Вшанування пам'яті
2007 на стіні Почапинської школи відкрито меморіальну дошку Мар'яні Рудакевич (автор — Зіновій Кіпибіда).
Режисер Олег Герман зняв документальний фільм, присвячений поетесі «У чорнобривців запах теплоти».
Вірші Мар'яні Рудакевич присвятили тернопільські поети Ярослав Сачко, Іван Демчишин, Євген Зозуляк.